# Necydalis cavipennis
Necydalis cavipennis là một loài bọ cánh cứng trong họ Cerambycidae.